# Golfo Pagaseo
Il golfo Pagaseo (Greco moderno Παγασητικός κόλπος, Pagastikós kólpos; 39°13′N 23°00′E) è un golfo (massima profondità 102 metri) nella prefettura di Magnesia (Grecia centrale), formato dalla penisola del monte Pelio. È collegato con il mare euboico (parte del mare Egeo), e il passaggio tra questi due specchi d'acqua è di circa 4 km.
Il porto principale è Volos. Il golfo prende il nome dalla antica città di Pagase.

## Città sul golfo
In ordine orario:
- Amaliapolis, Ovest, con porto
- Alos, Ovest, senza porto
- Almyros, Ovest, senza porto
- N.Anghialos, Nord-Ovest, con porto
- Pagase, Nord-Ovest, senza porto
- Demetrias, Nord-Ovest, senza porto
- Iolco, Nord-Ovest, senza porto
- Volos, Nord, porto principale
- Agria, Nord-Est, con spiagge e porto
- Neochori, Est, senza porto
- Argalasti, Est, senza porto, con spiagge
- Milina, Sud-Est, senza porto, con spiagge
- Trikeri, S, senza porto, con spiagge